# Henri Norbert
Henri Norbert, né à Agen (France) le 24 avril 1904 et mort à Granges-sur-Lot (France) le 12 juin 1981, est un acteur québécois d'origine française.

## Biographie
Henri Norbert, de son vrai nom Henri Northberg, arrive à Montréal en 1949 pour une tournée théâtrale. Il décide de demeurer à Montréal et offre rapidement un cours en art dramatique, auquel s'inscrivent entre autres Andrée Lachapelle, Gilles Pelletier, Edgar Fruitier et Monique Lepage. Il jouera dans la plupart des théâtres montréalais surtout dans des rôles classiques.
Pendant une quinzaine d'années, il sera régulièrement à la télévision québécoise, notamment dans Les Enquêtes Jobidon et D'Iberville.
Lorsqu'il prend sa retraite en 1978, il retourne dans son pays natal.
Le fonds d'archives d'Henri Norbert (P10002) est conservé au centre BAnQ Vieux-Montréal de Bibliothèque et Archives nationales du Québec

## Filmographie
- 1943 : La Main de l'homme de Jean Tedesco et François Ardoin (court métrage)
- 1953 : Cœur de maman : Monseigneur Payot
- 1955-1956 : Je me souviens : Louis-Joseph de Montcalm
- 1956-1958 : Quatuor : La Nuit du carrefour, Monsieur Gallet, décédé, Les Vacances de Maigret, Studio 43, La Mercière assassinée
- 1962 : Les Enquêtes Jobidon (série TV) : Isidore Jobidon
- 1964 : Monsieur Lecoq (série TV) : Tabaret
- 1965 : La Corde au cou : Driftman
- 1966 : La Douzième heure : Monsieur Jean
- 1968 : D'Iberville - épisode #1.28 : Le Capitaine Delorme (série) : Capitaine Delorme
- 1968 : Poussière sur la ville : Jim
- 1969 : Valérie : Le millionnaire
- 1972 : Le Diable est parmi nous

## Théâtre
- 1949 : Le Roi pêcheur de Julien Gracq, mise en scène Marcel Herrand, Théâtre Montparnasse